# 漳港街道
漳港街道是中国福建省福州市长乐区下辖的一个街道。，行政區域面積42.4平方公里，街道辦事處駐地為漳港社區商行街116號。

## 行政区划
漳港街道共辖3个居委会和16个行政村，分别是：
漳港社区、漳光社区、关湖边社区、渡桥村、山边村、王朱村、演屿村、屏洋村、阳边村、龙峰村、路顶村、上墩顶村、仙岐村、门楼村、百户村、新厝村、新宅村、万沙村和沙尾村。

## 特产
漳港海蚌：中国地理标志产品。